# Lokarna (Idre socken, Dalarna, 689935-133256)
Lokarna är en sjö i Älvdalens kommun i Dalarna och ingår i Dalälvens huvudavrinningsområde.